# 裂谷熱
裂谷熱（英語：Rift Valley fever）又稱作里夫谷熱，是一種由病毒引起的人畜共通病，它的症狀程度從輕微到嚴重都有。輕微的症狀包括：發燒、肌肉疼痛、以及頭痛（常持續數天到一週）；嚴重的症狀則有：失明（通常在感染三週後發生）、腦部感染引起劇烈的頭痛與神智混亂、以及伴隨肝功能異常的出血（可能在最初幾天出現）。有出血症狀的患者的死亡率高達50%。

## 成因
裂谷熱起因於裂谷熱病毒，屬於白蛉熱病毒屬。此疾病藉由接觸染病動物的血液（在屠宰染病動物的現場可能吸入帶有血液的空氣而染病）、生乳、或是受到已感染蚊子的叮咬而傳播。牛、綿羊、山羊與駱駝等動物也會被裂谷熱感染，最常見的病媒為蚊子（通常為黑斑蚊屬）。目前尚無發現人傳人的病例。診斷方面，可藉由尋找血液中病毒或病毒所產生的抗體而確診。

## 預防與治療
預防人類感染裂谷熱的方式，就是讓動物注射疫苗抵抗該疾病。注射疫苗的時機必須為疾病未爆發以前，如果已經開始爆發，則必須在疫情變嚴重之前進行注射。在疫情爆發時，限制動物的行動是有用的。此外，也可能需要降低蚊子的數量且避免被蚊子叮咬。裂谷熱有人體疫苗；然而直到2010年為止，尚未廣泛使用。一旦感染，則沒有特定的治療方法。

## 流行病學與歷史
裂谷熱一般常在東非及南非畜養綿羊和牛的地區發現，但是在非洲下撒哈拉多數國家和馬達加斯加亦可見該病毒的蹤跡。過去只在非洲與阿拉伯地區出現爆發的紀錄。疫情爆發的時期是在雨量增加時，因為在此時蚊子的數量也會增加。1900年代早期，該疾病首次報告有家畜傳染的地區為肯亞的大裂谷，並於1931年分離出裂谷熱的病毒。

## 傳染與抵抗力
裂谷熱是由裂谷熱病毒（Rift Valley Fever Virus）所引起，主要感染動物依次為綿羊、牛、水牛、山羊、駱駝及馬驢等。懷孕的動物感染了病毒，有機會產生畸胎。目前有25種蚊子被認為是媒介，不過其保存病毒方法尚不清楚，猜測可能是經由卵傳播，也就是說蚊子的卵可以自然地垂直感染此病毒。在雨量豐沛、昆蟲大量孳生的季節容易產生疾病的大流行。
人類會因蚊子，或其它可吸血昆蟲的叮咬而得到裂谷熱，亦可能因屠宰或處理生病的牲畜時接觸到血液或體液而得到此疾病，或是接觸到受到汙染的肉類或乳品。此外，含有裂谷熱病毒的實驗室樣本，亦可能經由空氣微粒傳播。人類的潛伏期通常是2至15天，初始的症狀有：發燒、頭痛、疲勞、關節、肌肉疼痛，有時會有噁心、嘔吐，部分患者會出現結膜炎及畏光的現象，嚴重者可能會導致出血、休克、視神網膜炎、腦炎或肝炎，甚至是死亡。

## 流行病學

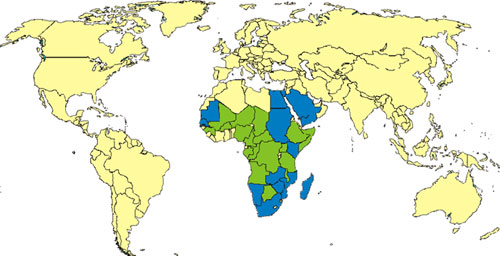
裂谷熱在非洲傳播的情況。套藍色的國家表示有地方性的大流行；套綠色的國家則表示有已知裂谷熱病例。

裂谷熱病毒主要感染家畜，動物出現疫情會導致附近的人類亦發生流行，動物的大流行通常爆發於不尋常的雨季或是局部的洪水之後，因為洪水能促使蚊蟲的卵增生，進一步造成病毒傳播。
1912年在肯亞就有關於裂谷熱的報告，但直到1930年在肯亞裂谷綿羊、牛群發生廣泛流行此病才受到矚目。歷史上最出名的動物大流行是發生在1950年的肯亞，疫情持續約一年，根據估計當時約有10萬隻綿羊死亡。1977年在埃及亦發現裂谷熱病毒，爆發了動物和人的大規模流行，猜測可能是因為從蘇丹進口的牲畜受到感染。西非首次爆發人的裂谷熱流行在1987年，其原因可能是塞內加爾河的整建計畫導致地勢較低的區淹水，改變動物和人之間的交互作用，造成裂谷熱病毒傳播至人類。2000年9月，沙烏地阿拉伯和葉門爆發流行，是其首次在出現在非洲以外的確定案例。2006年11月，肯亞再度傳出爆發裂谷熱疫情，截至2007年1月7日，已有大約75人因此死亡，另外有183人受到感染。2007年1月20日，報告指出疫情已經由肯亞傳至索馬利亞，在當地造成14人死亡。

## 外部連結
- 微生物免疫學-Bunyaviridae(布尼亞病毒科)（页面存档备份，存于）